# کونسیل بلوفس (آیووا)
کونسیل بلوفس (به انگلیسی: Council Bluffs) شهری در ایالت آیووا کشور ایالات متحده آمریکا است که جمعیت آن در سرشماری سال ۲۰۱۰ میلادی، ۶۲٬۲۳۰ نفر بوده‌است.